# Arturs Neboiss
Arturs Neboiss, född den 30 november 1924 i Riga, död den 11 juni 2010 i Melbourne, var en lettisk entomolog.
Auktorsnamnet Neboiss kan användas för Arturs Neboiss i samband med ett vetenskapligt namn inom zoologin; se Wikipedia-artiklar som länkar till auktorsnamnet.